# Неославизм

Национальный флаг всех славян, принятый на Славянском конгрессе в Праге в 1848 году

Неославизм — политическое движение, которое возникло на рубеже XIX-XX вв. и происходит из тех же идейных основ, что и панславизм. Оно оформилось в результате деятельности чешских национальных активистов.
На рубеже XIX-XX вв. начался новый этап славянского движения, который был ответом на Боснийский кризис и усиление немецкого натиска на славянские государства в Европе. Организаторы стремились объединить славянские народы для отпора германскому и венгерскому наступлению в области экономики, политики, культуры и языка.

## Основа идеологии
1. Защита славянских традиций и культуры: Неослависты обычно подчеркивают важность сохранения и укрепления славянских традиций, языка, религиозных и культурных ценностей.
2. Национализм: Многие неослависты придерживаются националистических взглядов и выдвигают идею о защите национальной идентичности и суверенитета своей страны.
3. Консерватизм: Во многих случаях неослависты поддерживают консервативные ценности и традиционные образы жизни.
4. Опасения относительно западной культуры: Неослависты могут выражать опасения относительно влияния западной культуры, идеологии и образа жизни на свою нацию.
5. Религиозные убеждения: Для некоторых неославистов религиозные аспекты играют важную роль, и они могут подчеркивать роль православной христианской религии в русской культуре и обществе

## Взгляды
Активисты неославизма, в частности, раскритиковали идею господства русских и православной веры над другими славянами и их убеждениями. В отличие от панславизма, неославизм не предполагал того, что какая-либо группа славян расположена выше в иерархии отношений между славянскими народами, и не призывала к доминированию одной религии среди всех славянских народов. Чтобы избежать ловушки панславизма, он назывался идеологией культурного синтеза, а не культурного господства.
Неослависты также хотели превратить Австро-Венгерскую империю, после аннексии Боснии и Герцеговины в 1908 году, в новую федерацию, где под властью австро-венгерской монархии жили бы не два, а три народа: немцы, венгры и славяне.

## Важнейшие труды
- профессор Антоний Гиза:
  - Неославизм и поляки 1906—1910, Szczecin 1984
  - Петербургские конференции неославистов 1909—1910, и их значение для славянского движения , **"Przegląd Zachodniopomorski", 1982
  - «Борьба за идеологическое и политическое лицо неославизма России в годы 1906—1910», «Slavia Orientalis», 1983, nr 3
  - «Варшавская среда неославистов 1906—1910», «Przegląd Zachodniopomorski», 1985, nr 1/2
  - "Неославистская подготовка к празднованию юбилея грюнвальдской битвы в Кракове в 1910 г. [w:] Tradycja Grunwaldzka, cz. I, pod red. J. Maternickiego, Warszawa 1989
  - Место и роль Польши в видении русских панславистов второй половине девятнадцатого века и неославистов в начале XX века, «Acta Polono-Ruthenica», t. 2 (1997)

- Пол Вышний:
  - Неославизм и чехи, 1898—1914 Cambridge University Press, 1977